# أندرو والاس
أندرو والاس (بالإنجليزية: Andrew Wallace)‏ هو محام بالقضاء العالي ونجار وباني ‏ وسياسي أسترالي، ولد في 23 أبريل 1968 في ملبورن في أستراليا. حزبياً، نشط في الحزب الوطني الليبرالي في كوينزلاند. وقد انتخب عضو مجلس النواب الأسترالي عن دائرة Division of Fisher ‏ (2 يوليو 2016 – ).